# Xeremétievo
Xeremétievo (en rus: Шереметьево) és un poble del krai de Khabàrovsk, a Rússia, que el 2018 tenia 568 habitants. Pertany al districte rural de Viàzemski.